# Port lotniczy Cufar
Port lotniczy Cufar (ICAO: GGCF) – port lotniczy zlokalizowany w Cufar, w Gwinei Bissau. Jest to drugi co do wielkości port lotniczy tego kraju.